# 土井邦裕
土井 邦裕（どい くにひろ）は気象予報士。防災士。きき酒師。ファイナンシャル・プランナー（2級）。愛知県豊田市出身。現在は、オフィス気象キャスター所属。

## 略歴
愛知県豊田市出身。愛知県立豊田南高等学校、愛知大学経済学部卒業。大学在学中に気象予報士の資格を得る。
大学卒業後、ウェザーニューズに入社。放送気象部に所属しテレビ・ラジオ局向けの原稿作成やDate fm、FM香川の番組に出演した。
2016年より気象キャスターとなり11月から中京テレビの『前略、大とくさん』の気象コーナーに約半年間出演したことを皮切りに同年4月からは福島放送の『福島まるごとライブ ヨジデス』・『ふくしまスーパーJチャンネル』の気象キャスターを4年間務めた後名古屋に戻りNHK名古屋放送局の『おはよう東海』の気象キャスターを務めている。2024年4月からは同じくNHK名古屋放送局の『ぐるっと!』の気象キャスターも務める。
2020年には、『福島まるごとライブ ヨジデス』が「お天気番組・お天気コーナー人気ランキング2020」（運営：インフォビジョン）で3位に入った。ちなみに1位は読売テレビの『朝生ワイド す・またん!』、2位は静岡第一テレビの『まるごと』だった。

## 人物
趣味はギター、ライブに行くこと、自転車や鉄道での旅行。
福島県で美味しい日本酒に出会い酒蔵巡りもするようになった。
幼少の頃から鳥も好きで日本野鳥の会の会員でもある。
好きな言葉は「雨奇晴好」、「洗濯日和」